# The Walking Dead: Cold Storage
The Walking Dead: Cold Storage é uma websérie norte-americana dividida em quatro partes baseada na série de televisão The Walking Dead. Todos os episódios foram ao ar no primeiro dia de outubro de 2012 sendo disponibilizados no site oficial da AMC, duas semanas antes da estreia da terceira temporada do programa. A websérie segue a história de um jovem chamado Chase, que procura abrigo em um armazém administrado por um funcionário mal-intencionado chamado B.J. Cold Storage é a segunda websérie do programa seguindo The Walking Dead: Torn Apart, que foi ao ar um ano antes.

## Enredo
Chase (Josh Stewart) é um sobrevivente buscando refúgio em um telhado perto de Atlanta, na Geórgia. Apesar de sua intenção de reencontrar-se com sua irmã (que é mencionada como estando em uma caravana separada), Chase e seu companheiro Harris (Chris Nelson) decidem investigar uma instalação de armazenamento nas proximidades. Os dois são rapidamente cercados por zumbis e Harris é morto no ataque, mas Chase consegue escapar ileso entrando em uma das caixas do armazém. É revelado que as unidades do armazém estão sob o comando exclusivo de um ex-funcionário chamado B.J. (Daniel Roebuck), que inicialmente mostra-se hostil ao Chase porém muda de ideia depois que Chase se oferece para restaurar um gerador danificado no porão do local em troca de um dos caminhões de B.J. Chase tira algumas roupas de uma caixa de armazenamento que também contém álbuns de fotos de família indicando que elas pertenciam a Rick Grimes.
Depois que B.J. não menciona a presença de zumbis no porão com tom de indiferença, Chase começa a levantar suspeitas sobre B.J., e elas são confirmadas quando B.J. mostra a Chase uma pilha de cadáveres e impiedosamente atira em Chase, que cai na pilha de corpos aparentemente morto.
Chase sobrevive ao tiro com apenas uma ferida de bala na sua têmpora e retorna ao complexo para se vingar. Ele inadvertidamente encontra Kelly (Cerina Vincent), uma funcionária que B.J. alegou ter telefonado doente no dia em que "a merda bateu no ventilador", que explica que B.J. assassinou os outros funcionários e a forçou a ser uma escrava sexual. B.J., percebendo a situação, confronta Kelly e seu libertador, recusando-se a deixar Chase sair com ela. Os eventos desse impasse culminam na decapitação de B.J. (presumivelmente por Kelly) enquanto os dois sobreviventes escapam do armazém em um caminhão com pouco combustível. A cabeça zumbificada de B.J. é mostrada em uma mesa observando os monitores de vigilância enquanto o armazém é invadido por zumbis.

## Elenco
- Josh Stewart como Chase
- Daniel Roebuck como B.J.
- Cerina Vincent como Kelly
- Chris Nelson como Harris

## Episódios
| Nº | Título                | Dirigido por  | Escrito por   | Data de exibição original | Duração |
| -- | --------------------- | ------------- | ------------- | ------------------------- | ------- |
| 1  | "Hide and Seek"       | Greg Nicotero | John Esposito | 1 de outubro de 2012      | 4:29    |
| 2  | "Keys to the Kingdom" | Greg Nicotero | John Esposito | 1 de outubro de 2012      | 4:57    |
| 3  | "The Chosen Ones"     | Greg Nicotero | John Esposito | 1 de outubro de 2012      | 5:38    |
| 4  | "Parting Shots"       | Greg Nicotero | John Esposito | 1 de outubro de 2012      | 9:04    |